# ダイナソーパーク累層
ダイナソーパーク累層 Dinosaur Park Formation（ダイナソーパーク層、恐竜公園層とも）はベリーリバー層群（ジュディスリバー層群）の最上位に堆積する、カナダ・アルバータ州の有名な地層。地質年代は白亜紀後期カンパニアン後期（7690万～7580万年前）である。
沖積層と海岸の環境を保存しており、陸成層であるオールドマン累層の上に堆積し、上には海成層のベアパウ累層が堆積する。
恐竜の化石を豊富に含んでおり、連結したものや軟組織が残っているものも多く見つかっている。それ以外にも魚類、カメ、ワニ、植物の化石も大量に保存されている。この層はレッドディア川沿いのユネスコ世界遺産である州立恐竜公園に因んで命名された。

## 地質環境

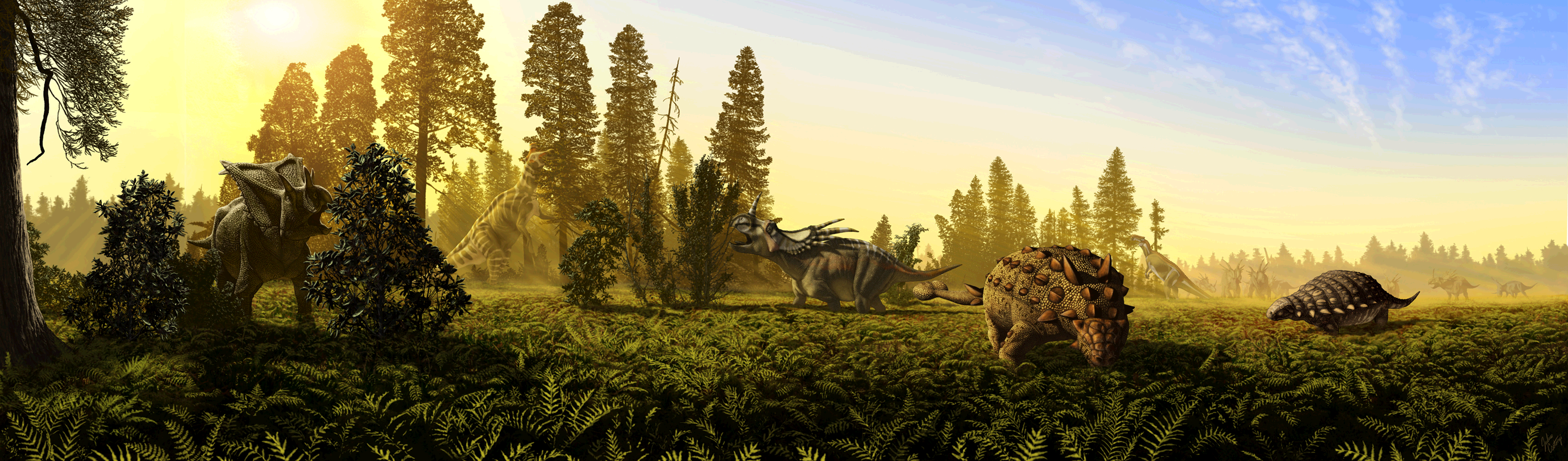
ダイナソーパーク累層の動物相の復元

西側にある山脈の侵食によって運ばれた流送土砂で構成されている。内陸水路の一部であった大きな内陸海であるベアパウ海の東および南東に流れた河川系によって沿岸平野の沖に堆積した。その海は隣接する沿岸平原を徐々に浸水させ、ダイナソーパーク累層の上にベアパウ累層の海洋頁岩を堆積させた。
約70メートルの厚さがある。地層の下部は河川の流路環境に敷設され、主に細かい粒度から中粒度の砂岩で構成されている。氾濫堆積物と氾濫原の環境に相当する上部は、主に多くの根軌跡を持つ有機物豊富な泥岩の塊と、ベントナイトの薄い層から構成されている。レスブリッジの石炭地帯は、泥岩とそれらが内包されたシルトの複数の薄層から成っており、地層上部に位置している。
下層にあるオールドマン累層に類似しているが、2つの地層は地域的な不一致によって分離されており、岩石学および堆積岩的な相違によって区別される。さらにオールドマン累層では連結した骨格化石およびボーンベッドが含まれることはまれであるが、ダイナソーパーク累層では豊富である。

### 動物相
以下の他、パキリノサウルスに類似の未命名のタクソンも発見されている。
| ダイナソーパーク累層から発見されている角竜類 | ダイナソーパーク累層から発見されている角竜類 | ダイナソーパーク累層から発見されている角竜類 | ダイナソーパーク累層から発見されている角竜類 | ダイナソーパーク累層から発見されている角竜類                                                                     | ダイナソーパーク累層から発見されている角竜類                                                                                 | ダイナソーパーク累層から発見されている角竜類 |
| 属                                           | 種                                           | 場所                                         | 層序                                         | 部位 | メモ | 画像                                         |
| -------------------------------------------- | -------------------------------------------- | -------------------------------------------- | -------------------------------------------- | --- | --- | -------------------------------------------- |
| セントロサウルス                             | C. apertus                                   |                                              | 中部、7620万～7550万年前                     | 15個の頭骨、いくつかの骨格、全て成体。珍しい亜成体、幼体を含む大量のボーンベッドC. nasicornis は恐らく同物異名。 | セントロサウルス亜科 |                                              |
| カスモサウルス                               | C. belli                                     |                                              | 中部、7600万～7550万年前                     | 12個の頭骨、いくつかの骨格。                                                                                     | カスモサウルス亜科 |                                              |
| カスモサウルス                               | C. russelli                                  |                                              | 下部、7650万～7600万年前                     | 6個の完全な頭頂骨                                                                                                | カスモサウルス亜科 |                                              |
| メルクリケラトプス                           | M. gemini                                    |                                              | 下部、7650万～7700万年前                     | 1つの幼形の鱗状骨                                                                                                | カスモサウルス亜科 |                                              |
| モノクロニウス                               | M. lowei                                     |                                              |                                              | | 疑問名、セントロサウルス亜科                                                                                                 |                                              |
| ペンタケラトプス                             | P. aquilonius                                |                                              | 上部、7480万年前                             | ２つのフリル断片                                                                                                 | 独自性の疑わしいケラトプス類。恐らくスピクリペウス・シッポルムと同一。                                                       |                                              |
| スピノプス                                   | S. sternbergorum                             |                                              | 下部、7650万年前                             | 部分的な頭頂骨、部分的な歯、詳細不明の肋骨の断片、部分的な頭骨、右の鱗状骨の一部。                               | セントロサウルス亜科。実際はオールドマン累層上部産の可能性あり。                                                             |                                              |
| スティラコサウルス                           | S. albertensis                               |                                              | 上部。7550～7520万年前                       | ２つの頭骨、３つの骨格、ボーンベッドの追加標本                                                                   | セントロサウルス亜科 |                                              |
| ユネスコケラトプス                           | U. koppelhusae                               |                                              |                                              | 部分的な下顎骨                                                                                                   | レプトケラトプス類。全長１～２メートルの間、体重91キログラム以下と思われる。レプトケラトプス類の中で最も円形に近い歯をもつ。 |                                              |
| ヴァガケラトプス                             | V. irvinensis                                |                                              | 上部。7500万年前                             | ３つの頭骨、尾を失った骨格。                                                                                     | 以前はカスモサウルスの一種に分類されていたカスモサウルス亜科。                                                               |                                              |